# Otélio Renato Baroni
Otélio Renato Baroni (Lages, 27 de agosto de 1941 — Curitiba, 17 de setembro de 2013) foi um advogado e político brasileiro, filiado ao  Partido dos Trabalhadores (PT). Foi prefeito de Jaguariaíva, município do estado do Paraná.

## Biografia
Era filho de Renato e Maria Matheus. Cursou a faculdade de ciências contábeis e de administração de empresas pela Fundação de Estudos Sociais do Paraná, e direito pela Faculdade de Direito de Curitiba.
Em 2007 filiou-se ao Partido dos Trabalhadores. Em 2008, dr. Baroni, como era mais conhecido na região, foi eleito prefeito de Jaguariaíva, com mandato previsto de 2009 a 2012.
Em 2010 foi acusado pelo Ministério Público do desvio de 56 mil reais, cometido em fevereiro de 2008, quando atuava como procurador-geral do município de Quatro Barras.
Em 2012, foi candidato novamente nas eleições municipais de Jaguariaíva, aparecendo nas primeiras colocações nas pesquisas de opinião. Foi reeleito, tendo como vice o empresário José Slobodá do Partido Humanista da Solidariedade (PHS).
Em 2013 faleceu em Curitiba em consequência de um câncer que o acometia há anos, e a causa da morte foi insuficiência cardíaca.